# إستريلا دا أمادورا
نادي إستريلا دا أمادورا لكرة القدم (بالبرتغالية: Clube de Futebol Estrela da Amadora‏) نادي كرة قدم برتغالي تم تأسيسه في عام 1932 , وتم حله في عام 2011.

## روابط خارجية
- Estrela da Amadora